# Nancy Wilson (guitariste)
 (janvier 2020).
Si vous disposez d'ouvrages ou d'articles de référence ou si vous connaissez des sites web de qualité traitant du thème abordé ici, merci de compléter l'article en donnant les références utiles à sa vérifiabilité et en les liant à la section « Notes et références ».
Pour les articles homonymes, voir Nancy Wilson et Wilson.
Nancy Lamoureaux Wilson, née le 16 mars 1954 à San Francisco, est une musicienne américaine, guitariste, chanteuse, auteure-compositrice et aussi productrice musicale. Elle s'est fait connaître aux côtés de sa sœur aînée, la chanteuse Ann Wilson avec le groupe rock Heart qu'elle a rejoint en 1974.
Née à San Francisco mais élevée près de Seattle dans la banlieue de Bellevue, elle commence à jouer de la guitare à l'adolescence. Au cours de ses études, elle a rejoint sa sœur Ann Wilson, qui avait récemment trouvé un poste de chanteuse avec le groupe Heart. Considéré comme premier groupe de hard rock mené par des femmes, Heart a publié de nombreux albums vers le milieu des années 1970 et dans les années 1980, à commencer par Dreamboat Annie (1975) et Little Queen (1977), qui ont tous deux généré des singles comme Magic Man, Crazy on You et Barracuda. Le groupe connut plus tard un succès commercial, notamment avec leurs huitième et neuvième albums studio, Heart et Bad Animals, qui sortirent en 1985 et 1987. Pendant toute sa carrière, Heart a vendu plus de 35 millions d'albums.
Nancy Wilson a été félicitée[Par qui ?] pour son jeu de guitare, ainsi que pour son mélange d'éléments de styles de guitare, du flamenco au classique et au hard rock. En 2016, Gibson l'a classée comme huitième plus grande guitariste féminine de tous les temps[réf. nécessaire]. 
Elle a formé un autre groupe en 2016, Roadcase Royale et un album a été produit le 22 septembre 2017, intitulé First Thing First. 

## Biographie

### Enfance
Nancy Lamoureaux Wilson est née à San Francisco, en Californie, elle est la troisième et donc, la cadette des trois filles de John Wilson (décédé en 2000) de Corvallis en Oregon, et de Lois Mary Dustin décédée en 2006 originaire d'Oregon City. Son deuxième prénom Lamoureaux est issu du nom de sa grand-mère, Beatrice Lamoureaux. Nancy Wilson est d'origine française et écossaise. Elle a deux sœurs plus âgées, Ann et Lynn, cette dernière participant à plusieurs reprises comme choriste sur les albums du groupe. Nancy Wilson a été élevée dans le sud de la Californie et à Taïwan avant que son père, membre des Marine Corps, ne se retire à Bellevue, dans la banlieue de Seattle où il avait été muté alors qu'elle avait six ans. La famille vivait alors dans une maison coloniale dans le quartier de Lake Hills. 
Le 9 février 1964, Nancy Wilson et sa sœur Ann ont vu les Beatles jouer au Ed Sullivan Show, un moment dont elles se souviennent comme étant profondément influent : « La foudre est descendue du ciel et nous a frappées, Ann et moi, la première fois que nous avons vu les Beatles au Ed Sullivan Show. Il y avait eu tellement d'anticipation et de battage médiatique à propos des Beatles que c'était un événement énorme, comme l'atterrissage lunaire, c'était le moment où Ann et moi avons entendu l'appel à devenir des musiciennes rock. J'avais sept ou huit ans à l'époque... Nous avons tout de suite commencé à faire des concerts de guitare dans le salon, à simuler des accents anglais et à étudier tous les magazines sur les Beatles. »[réf. nécessaire]
Deux amis des sœurs Wilson ont rejoint Ann et elle pour former leur premier groupe de musique, qu'ils ont appelé The Viewpoints, un groupe vocal d'harmonie à quatre voix. Plus tard cette année-là, Ann acheta sa première guitare, une acoustique Kent, avec l'argent que lui donnait sa grand-mère. Ses parents achetèrent bientôt une guitare plus petite pour Nancy, mais comme elle ne restait jamais accordée, elle commença à jouer sur la guitare de sa sœur. Le 25 août 1966, les Beatles jouent au Seattle Center Coliseum, un spectacle auquel assistèrent Ann et Nancy, ainsi que les membres du groupe Viewpoints, un autre événement dont on elles se souviennent comme influent dans leur jeune âge. 
Le premier spectacle public de Viewpoints était un festival folklorique sur l'île Vashon en 1967. Pour reprendre les mots de Nancy, « nous n'avons pas été payés, mais comme il y avait des gens assis sur des chaises pliantes, nous considérions qu'il s'agissait d'un travail professionnel »[réf. nécessaire]. Ils ont aussi joué dans des lieux tels que les ciné-parcs, les salons automobiles et les activités sociales de l'église. Les débuts publics des sœurs Wilson en tant que duo ont eu lieu le jour de la fête des mères dans leur église. 
Plus tard, lors d'une journée de la jeunesse à l'église, le duo a interprété The Great Mandala (The Wheel of Life) de Peter, Paul & Mary, Crying in the Chapel d' Elvis Presley et When The Music's Over des Doors. Le sentiment anti-guerre et l'irrévérence du lieu dans certaines paroles ont choqué un certain nombre de personnes. Au moment où ils ont fini, plus de la moitié étaient partis. Nancy ressentait un sentiment de culpabilité à propos de l'événement, mais « cela a allumé un feu de joie dans nos yeux, car nous avons constaté pour la première fois que ce que nous avions fait sur scène pouvait avoir un impact sur le public »[réf. nécessaire].
Bien qu'Ann ait fréquenté le lycée Sammamish à Bellevue, où son père était professeur d'anglais, Nancy elle, a fréquenté le lycée Interlake. Après avoir obtenu son diplôme d'études secondaires en 1972 et avant de rejoindre Heart, Nancy a étudié pendant un an à la Pacific University de Forest Grove, en Oregon, se spécialisant en art et en allemand avant d'être transférée à la Portland State University de Portland, en Oregon. Au collège, elle a donné des concerts acoustiques en solo dans des associations d'étudiants, interprétant des reprises de chansons de Joni Mitchell et de Paul Simon, ainsi que des originaux occasionnels. À la fin de 1973, elle revient à Seattle et a été transférée à l'Université de Washington.

### Carrière
Alors qu'elle était encore au lycée, Ann a rejoint un groupe dont le batteur connaissait un auteur-compositeur country qui avait besoin d'un groupe de soutien pour jouer sur ses démos. Nancy et Ann sont entrées dans un studio d'enregistrement à Seattle pour enregistrer les démos. Au cours de la session, l’ingénieur leur a permis d’enregistrer la chanson Through Eyes and Glass, écrite par Nancy et Ann. L'ingénieur avait son propre label et aimait suffisamment leurs chansons pour qu'il propose d'en faire 500 copies « pour quelques dollars ».
Le premier single des sœurs Wilson est apparu sur la face B de la chanson country intitulée I'm Gonna Drink My Hurt Away. Il est crédité à Ann Wilson et aux Daybreaks, qui n'était pas le nom du groupe et a omis Nancy en tant que coauteur. Plus tard, les sœurs ont reçu 250 exemplaires invendus du disque[réf. nécessaire].

### Heart
Ann était une connaissance du guitariste Roger Fisher et du bassiste Steve Fossen (du groupe local The Army) lorsqu'elle a répondu à leur annonce, à la recherche d'un batteur et d'un chanteur, tout en vivant à Vancouver en Colombie-Britannique. Elle les a impressionnés par ses compétences vocales et, une heure après la réunion, a rejoint le groupe qu'ils ont appelé Hocus Pocus. 
Le groupe changea bientôt leur nom pour Heart avec Ann. Sous la pression de sa sœur, Nancy a rejoint le groupe et s'est installée à Vancouver. Nancy se souvient que « certains des gars » du groupe étaient initialement réticents à sa candidature et ont insisté pour qu'elle auditionne en restant assise de temps en temps. On lui demanda de préparer l'introduction de la pièce instrumentale du groupe Yes The Clap. Elle l'a appris la nuit suivante et, après avoir joué avec le groupe dans une taverne, a été officiellement nommée membre du groupe.

### Dreamboat Annie
Étant donné que le groupe a principalement fait des reprises de chansons qui étaient des succès à la radio sur lesquels la foule pouvait danser, ajouter plus de numéros acoustiques signifiait écrire des chansons originales pour le groupe dans ce format. Le groupe avait également besoin de plus de matériel pour un album, alors Nancy et Ann ont décidé de faire les deux. Le groupe avait déjà enregistré une démo avec Mushroom Records et le producteur Mike Flicker s'en est souvenu. Ce dernier était impressionné par la voix de Ann et voulait la signer; il s'intéressait moins à Roger et voyait Nancy comme un diamant brut, mais était intrigué par l'idée d'une femme guitariste rock. Puisque Michael était le petit ami de Ann et le manager du groupe, et que le guitariste soliste Roger était le frère de Michael, Flicker a reconnu la politique de la situation et a autorisé les quatre membres à signer un contrat d'enregistrement.
Le groupe s'est rendu en studio pour enregistrer le single How Deep It Goes de Ann, afin de tester le marché avant d'enregistrer un album entier. Un batteur de session a été amené, tout comme le guitariste-claviériste Howard Leese, pour arranger des parties de cordes sur la chanson. Le single, avec en face B Here Song, est sorti en 1975. Flicker a été impressionné par plusieurs chansons écrites par Nancy et Ann, notamment Crazy on You, Magic Man et Soul of the Sea. Bien que la démo ne soit pas devenue un hit, un deuxième single Magic Man avec en face B How Deep it Goes, a été lancé et a été sélectionné pour la première fois à la radio par CJFM-FM 96 à Montréal (devenu plus tard CHOM FM). Le groupe a ensuite commencé à enregistrer son premier album, Dreamboat Annie, à Vancouver. Au cours des sessions d'enregistrement, Ann et Nancy composèrent la pièce-titre. Une fois l'enregistrement terminé, le groupe a proposé à Howard Leese un poste de guitariste et claviériste. Leese était le premier nouveau membre du groupe, et devint par la suite son plus ancien membre actif (après Nancy et Ann), jouant avec le groupe pendant 24 ans au total.
Mushroom Records a sorti Magic Man avant même que l'enregistrement de l'album ne soit complet, et la chanson a été diffusée à Vancouver et dans les environs. L'album est sorti au Canada en septembre 1975 avec le single Crazy on You. À l'époque, le Canada disposait de lois sur le contenu stipulant qu'un certain pourcentage de ce qui était diffusé à la radio devait provenir du Canada. Cela a initialement aidé le groupe, leurs chansons pouvant être jouées pour répondre à l'exigence. Alors qu'ils jouaient dans des tavernes et des clubs partout au Canada, Shelley Siegel, la promotrice de Mushroom Records, a emmené Nancy et Ann à des stations de radio locales, où elles ont réalisé des interviews et identifié des stations pour promouvoir l'album. À la fin de 1975, l'album se vendait considérablement au Canada. Aux États-Unis, l'album est sorti le jour de la Saint-Valentin 1976. À ce moment-là, Magic Man était un hit à la radio au Canada et le groupe avait été exposé dans des villes frontalières du nord des États-Unis telles que Détroit, Buffalo et Seattle, où des stations canadiennes pourraient être captées et entendues sur les ondes radiophoniques. 
Au cours d'une tournée dans un club en octobre 1975, Ann a pris la scène pour déclarer que la nourriture avait un goût de désinfectant Pine-Sol, ce qui a conduit le groupe à être sommairement viré quatre nuits au cours de deux semaines. Le même soir, le groupe est informé par la direction que Rod Stewart leur avait demandé de jouer en première partie de ses concerts à Montréal ce mois-là, ce qu'ils ont accepté et reçu un accueil chaleureux. La tournée suivante de Heart avec ZZ Top augmenta leur visibilité, mais une tournée complète aux États-Unis était entravée par le statut provisoire de Michael Fisher, qui décida alors de se rendre aux autorités. Son cas a finalement été réglé sans peine d'emprisonnement, aidé par le fait qu'il avait découvert la corruption à son comité de rédaction local, ce qui permettait de nouvelles exemptions pour les riches. Le père de Wilson, major à la retraite décoré dans les Marines, a écrit des lettres de soutien à Fisher.

### MagazineetLittle Queen
Alors que Dreamboat Annie gravissait les palmarès, Michael réalisa que Heart devenait trop grand pour qu'il puisse le gérer. le groupe a embauché un nouveau manager, Ken Kinnear. Considérant le groupe comme un succès avéré - Dreamboat Annie était devenu disque platine en novembre 1976 - ils estimaient mériter des redevances comparables à celles d'un groupe ayant eu un tel succès de ventes. Mushroom a résisté, pensant que le groupe était peut-être une merveille à succès, ou pire, peut-être juste un numéro de nouveauté avec les sœurs jouant du rock. À l'époque, Flicker a quitté son poste chez Mushroom Records, mais il a continué à travailler pour le groupe, produisant les quatre albums suivants. 
En 1977, Mushroom publia une page pleine montrant les sœurs Wilson aux épaules nues (comme sur la couverture de l'album Dreamboat Annie) avec la légende suggestive suivante : « C'était seulement notre première fois ! » Les sœurs Wilson ont joué un rôle clé dans leur décision de quitter Mushroom, dans une interview accordée à Rolling Stone le 28 juillet 1977. Plus tard, lorsqu'un journaliste a suggéré, dans les coulisses après une apparition en concert, que les sœurs étaient des partenaires sexuelles, Ann furieuse, est retournée dans sa chambre d'hôtel et a commencé à écrire les paroles de la chanson Barracuda.
Le contrat initial du groupe avec Mushroom obligeait le groupe à enregistrer deux albums, mais avait également mandaté Mike Flicker en tant que producteur; cela a abouti à une dispute entre le groupe et Mushroom, le contrat a finalement été résilié et le groupe a signé avec Portrait Records, qui a publié son deuxième album studio officiel, Little Queen, en mai 1977. L'album inclut le titre Barracuda, qui a atteint le numéro 11 du palmarès Billboard. 
La troisième publication officielle du groupe, Magazine, a été publiée à titre préventif par Mushroom l'année suivante et contenait huit titres, dont certains étaient inachevés; le groupe a demandé une injonction et l'album a été rappelé après que 50 000 exemplaires aient déjà été vendus. La querelle autour du disque dura près de 2 ans et se termina à un tribunal qui jugea que Mushroom devait un deuxième album basé sur le contrat du groupe. Le groupe a alors réenregistré, remixé, édité et réorganisé les chansons de l'album, qui a été réédité en avril 1978. Avec la réédition, le groupe avait la particularité d’avoir ses trois albums simultanément dans les charts. La productrice, Shelley Siegel, est décédée d'un anévrisme cérébral peu de temps après sa nouvelle publication. Le 28 juillet 1977, Nancy et Ann apparaissent pour la première fois en couverture du magazine Rolling Stone.

### Dog and Butterfly
Avec le succès de Little Queen, il y avait beaucoup de pression pour faire rapidement un autre album. Nancy et le groupe se sont rendus à Berkeley, en Californie, où son amie Sue Ennis étudiait pour obtenir un doctorat à l'Université de Californie à Berkeley. Ennis est devenu une partenaire d'écriture dans le quatrième album du groupe, Dog and Butterfly, qu'elles ont écrite ensemble au cours d'une même journée. L'album est sorti en octobre 1978 et s'est vendu à un million d'exemplaires au cours du premier mois. Il est resté dans les charts pendant une bonne partie de l’année et est devenu un album à trois disques platine. C'était le quatrième album du groupe qui s'est vendu à 4 millions d'exemplaires de suite après les trois précédents. 
Lors de leur tournée Dog & Butterfly, Nancy et Roger Fisher le guitariste qui étaient un couple à l'époque se sont séparés. Après avoir découvert que Roger l'avait trompée, Nancy a commencé à sortir avec le batteur Michael DeRosier. Cela a provoqué une tension entre les membres du groupe, ce qui a conduit Roger à détruire une guitare sur scène et à en jeter une partie sur Nancy dans un vestiaire. Peu de temps après, en octobre 1979, le groupe a voté en faveur de l'éviction de Roger Fisher du groupe. Le départ de Fisher a permis à Howard Leese et Nancy d'avoir des rôles plus dominants et surtout de jouer davantage de guitare solo.

### Bébé le StrangeetPrivate Audition
Le cinquième album de Heart, Bébé le Strange, est sorti le jour de la Saint-Valentin en 1980. Cet album a remporté certaines des meilleures critiques de Heart à ce jour, avant de devenir disque d'or. La tournée qui en a résulté a été la plus importante à ce jour et leur a permis d'accompagner Lynyrd Skynyrd, le Marshall Tucker Band et Queen, et surtout d'ouvrir pour les Rolling Stones les 3 et 4 octobre 1981 au Folsom Field à Boulder, Colorado. Plus tard ce printemps-là, le magazine Rolling Stone rédigea un article sur Nancy et Ann et en fit la couverture pour la deuxième fois le 15 mai 1980. Cette deuxième couverture, réalisée par Annie Leibovitz, présente une nouvelle fois Nancy et Ann, épaules nues, épaule contre épaule, et regardant vers l'appareil photo.
Le sixième album du groupe, Private Audition, est sorti en juin 1982 et ne s'est vendu qu'à 400 000 exemplaires. Il a culminé au numéro 25 dans les charts. Après leurs séries d'albums de platine et d'or, cela a été considéré comme un flop. Cependant, Heart a continué à bien se vendre et a enregistré la huitième tournée la plus rentable de l’année. Pendant ce temps, les tensions entre Wilson et le batteur DeRosier s'étaient accrues après plusieurs ruptures et le bassiste Steve Fossen et lui décidèrent de quitter le groupe. L'année suivante, ils ont été remplacés par le bassiste Mark Andes et le batteur Denny Carmassi. Toujours en 1982, Nancy et sa sœur sont invitées à faire les chœurs sur un album de Supertramp, le dernier avec le chanteur et guitariste Roger Hodgson, ...Famous Last Words....

### Heart et succès commercial supplémentaire
Les ventes médiocres de Private Audition ont accru la pression exercée sur le prochain album du groupe, Passionworks. Les drogues sont également devenues un facteur pendant cette période. Nancy se souvient : « Tout ce que nous faisions au cours de ces années avait un voile de poudre blanche. Il n'y avait que quelques personnes dans notre équipe qui résistaient. La cocaïne était parsemée des albums, des vidéos et de nos vies. Les vidéos que nous avons réalisées étaient totalement dépourvues de comédie intentionnelle, mais étaient si sérieuses qu'elles avaient une sensation presque comique. »[réf. nécessaire] Après la sortie de Passionworks, CBS a abandonné le groupe en raison de ventes médiocres. 
Après avoir été rejeté par cinq labels, la maison de disques Capitol a accepté de signer Heart, mais uniquement s'ils acceptaient d'enregistrer des chansons écrites par d'autres ou s'ils écrivaient avec des auteurs-compositeurs reconnus ; ils ont accepté à contrecœur. Capitol a également fait appel à Ron Nevison en tant que producteur. L'une des conditions de ce dernier était que la guitare acoustique soit retirée du groupe, ce que Nancy accepta mais qui changea complètement le son du groupe. Heart n'ayant pas encore sorti d'album éponyme, ils ont décidé à contrecœur de nommer leur huitième album studio du nom du groupe. Pendant ce temps, les vidéoclips étaient étroitement liés au succès d'une sortie. À la suite du succès de l'album Purple Rain de Prince, la maison de disques a commencé à réorganiser Heart pour donner aux membres du groupe une apparence plus proche de celle de Prince, comme en témoignent leurs costumes élaborés portés pendant cette période.
L'album éponyme, devient le premier numéro un du groupe. What About Love est sorti en single avant l'album ; il est devenu un hit et est passé dans les charts pop. L'album avait cinq tubes en tout. If Looks Could Kill manqua de peu se classer parmi les 40 premiers et culmina à la 54e place ; les autres figuraient dans le top 10, y compris Nothin 'At All, Never et These Dreams. L'album est resté dans les charts pendant 78 semaines et a été certifié cinq fois platine. These Dreams leur avait été soumis (ainsi que We build this city) de Bernie Taupin et Martin Page après que Stevie Nicks l'eut refusé. Bien qu'elle ne l'ait pas écrite, Nancy adorait la chanson depuis le début. Elle a dû se battre pour chanter parce que certains membres du groupe ont pensé que cela « ne sonnait pas comme une chanson de Heart »[réf. nécessaire]. Les directeurs de studio n'aimaient pas qu'elle chante en solo, mais elle a persisté. Lors de l'enregistrement, ils ont reçu une lettre de Sharon Hess, une fan de 22 ans qui se mourait de leucémie. L'un de ses souhaits était de rencontrer Nancy et Ann et l'heureux événement s'est produit le même jour que l'enregistrement de la voix de Nancy pour These Dreams. Sharon a adoré la chanson et Wilson la lui a dédiée sur les notes de l'album. Sharon est décédée quelques jours après la fin des derniers mixages. Elle a été enterrée avec un t-shirt et une casquette Heart et sa guitare préférée à la main. Nancy a dit : « Voila la manière dont j'aimerais partir »[réf. nécessaire]. These Dreams est devenu le premier single numéro un de Heart sur le Billboard Hot 100 le 22 mars 1986.

### Bad AnimalsetBrigade
Après avoir épousé le scénariste Cameron Crowe, Nancy Wilson a commencé à répéter pour le prochain album du groupe. Comme auparavant, ils utilisaient des chansons d'autres auteurs, mais avec un album numéro un dans les charts, la réserve parmi laquelle choisir était plus grande. Parmi les rédacteurs externes figuraient Diane Warren (Who Will You Run To), Lisa Dalbello (Wait For An Answer) ainsi que Tom Kelly et Billy Steinberg (Alone). L'album Bad Animals, ainsi nommé comme une blague à propos de leurs animaux de compagnie, est sorti le 6 juin 1987. Le premier single Alone est sorti avant l'album ; il est devenu le deuxième hit du groupe et le deuxième plus gros single de l'année. Cela leur donnait quelque chose qu'ils n'avaient pas eu avec le précédent album: un single numéro un avant le début de la tournée ou la sortie de l'album. « Nous suivions le succès sans chercher à le réussir », a rappelé Nancy[réf. nécessaire]. Une autre chanson de l'album, There the Girl, culmina au numéro 12 dans les charts Billboard. Il réintégra les charts au même endroit plus d'un an plus tard, en janvier 1988, tandis que l'album lui-même atteignait le numéro deux.
La tournée Bad Animals devait commencer en mai 1987 en Europe, et toutes les dates étaient vendues, y compris trois à la Wembley Arena. Pendant la tournée, Ann a commencé à avoir des moments de panique et de frayeur de la scène. Nancy devrait faire un pas en avant et jouer un solo de guitare non programmé, ou d'autres stratagèmes, pour donner le temps à Ann de se reprendre. Le travail a commencé sur l'album suivant, Brigade, en 1989. Le label leur a demandé d'inclure encore plus de matériel d'écrivains extérieurs. L'album n'avait que trois chansons écrites par les sœurs Wilson et deux par Diane Warren et Mutt Lange. Le label a insisté pour inclure une chanson que Mutt Lange avait écrite intitulée All I Wanna Do Is Make Love to You, qui est devenue un hit des charts. Brigade était le troisième album multi-platine du groupe d'affilée, culminant au troisième rang du classement Billboard.

## The Lovemongers;Desire Walks On
Vers 1990, Nancy et sa sœur Ann ont été invitées à donner un concert de bienfaisance pour la Croix-Rouge, pour les troupes pendant la guerre du Golfe. Le promoteur voulait que Heart joue, mais la plupart des membres du groupe avait quitté après la tournée de l'album Brigade. Nancy et Ann ont persuadé Sue Ennis de s'associer à cet événement unique, en compagnie d'un autre ami, Frank Cox. Le nom de Lovemongers est apparu comme un moyen de contrer le sentiment alarmiste qui entoure la guerre. Comme ils manquaient de batteur, Sue a programmé une piste rythmique sur son clavier et ils ont apporté une découpe en carton de Ringo Starr pour la batterie sur scène comme une blague. Le groupe a joué lors d'une soirée privée pour le nouveau film Singles, de Cameron Crowe le mari de Nancy, avec un groupe local de Seattle, Mookie Blaylock (devenu plus tard Pearl Jam). Les Lovemongers ont profité de nombreux avantages, Nancy et Ann payant elles-mêmes les équipes techniques et d'autres factures.
En octobre 1991, Heart publie Rock the House Live!, un album live de chansons jouées lors de la tournée de Brigade en 1990. Le grunge avait pris le contrôle de la musique à ce moment-là et, combiné au manque de gros succès, l'album culmina au numéro 107 dans les charts. 
Comme la plupart des albums précédents avaient été enregistrés dans l'empressement de « surfer sur la vague », Nancy et Ann décidèrent de prendre leur temps avec le suivant. Le label consentit, dans la mesure où il incluait Will You Be There (in the Morning) de Mutt Lange et enregistrait une version espagnole de la chanson. En 1991, Nancy et Ann nouèrent un partenariat avec Steve Lawson, propriétaire des studios Kaye-Smith, où ont été enregistrés nombre de leurs tubes des années 1970 ainsi que Bébé le Strange. Ils remirent l'installation à la pointe de la technologie et la renommèrent Bad Animals Studios. L'enregistrement dans leur propre studio leur permit de prendre plus de temps pour l'album. 
L'album, intitulé Desire Walks On, est sorti en novembre 1993 et culminait au Billboard au numéro 48. Il était loin d'être un fiasco - il reçut la certification or en août 1995 - mais était quand même loin du statut de multi-platine de leur série d'albums des années 1980. Will You Be There (in the morning) figurait parmi les 40 meilleures ventes, se classant respectivement aux 10e, 15e et 25e rangs, et la version espagnole fut un succès sur certains marchés latins. Black on Black II (cette dernière écrite avec Lisa Dalbello figurait parmi les cinq meilleurs singles du Billboard Mainstream Rock. Il a culminé au numéro quatre pendant 4 semaines. Il a également remporté de nombreux succès sur les stations de hard rock et de métal.
Le groupe devait un nouvel album à Capitol. Leur spectacle Lovemongers ayant reçu une telle réponse, ils ont décidé d'enregistrer un album unplugged. Ils ont recruté de nombreux notables rock pour contribuer à l'enregistrement, intitulé The Road Home. John Paul Jones de Led Zeppelin ont été producteur ; Layne Staley d'Alice in Chains et Chris Cornell de Soundgarden ont tous deux contribué. L'album n'a atteint que le numéro 87 sur le Billboard 200 américain et le groupe a été abandonné par Capitol.

### Pause pour Heart et travail sur des films
En 1995, Nancy Wilson a demandé au groupe de faire une pause, expliquant qu'elle voulait passer plus de temps à travailler avec son mari, Cameron Crowe, sur des musiques de film et à fonder une famille. À l'époque, Nancy a 41 ans et suivait des traitements de fertilité difficiles à programmer au milieu d'une tournée de rock et d'apparitions fréquentes.
Nancy Wilson a joué « la belle fille dans la voiture » dans le film Ça chauffe au lycée Ridgemont de Amy Heckerling en 1982, d'après un scénario de Cameron Crowe, puis avait joué un petit rôle dans Attention délires ! réalisé par Art Linson. Elle a également contribué à quelques enregistrements de guitare pour le premier film de Crowe, Un monde pour nous et à la chanson originale All For Love. Nancy Wilson est devenue plus impliquée dans le nouveau film Jerry Maguire toujours réalisé par son mari, elle a écrit la partition du film. Pour cela, elle a engagé un jeune ingénieur et a acheté un téléviseur et un magnétoscope dans un grand magasin pour effectuer le travail à moindre coût. Les travaux ont souvent été effectués à une chaleur de 39,4 °C, car le climatiseur de l'ingénieur était en panne. 
En 2000 pour le film Presque célèbre de Crowe, Nancy Wilson a composé le thème et produit les chansons originales. Elle a également aidé Peter Frampton en tant que consultant technique à guider les acteurs sur la manière de se comporter en musiciens sur scène. Elle a également composé le thème musical des films Vanilla Sky et de 'Rencontres à Elizabethtown pour lequel elle a joué de tous les instruments et composé la chanson Same in Any Language.
Pendant son congé de Heart, Nancy Wilson a joué occasionnellement lors des concerts de bienfaisance des Lovemongers, bien qu'elle ait noté que ses traitements de fertilité rendaient ses performances de plus en plus difficiles. En 1996, elle a présenté son premier spectacle acoustique solo en 30 ans. Kelly Curtis a arrangé sa sortie en album, Live from McCabe's Guitar Shop, en 1999. La musique de l'album est un mélange de chansons de Heart (quatre d'entre elles), de reprises (chansons de Peter Gabriel, Joni Mitchell et Paul Simon), ainsi que du nouveau matériel original. Les arrangements sont clairsemés. Ils consistent simplement à chanter et à jouer de la guitare acoustique et de la mandoline, ainsi que des chœurs.
En novembre 1997, Nancy et Ann se sont lancées dans une tournée de 12 dates, voyageant en fourgonnette dans le cadre de leur tournée Don't Blink. Nancy et Ann ont également enregistré et publié le premier album des Lovemongers, Whirlygig. L'année suivante, les Lovemongers ont également publié Here Is Christmas, qui a été réédité en 2001 sous le nom de Heart Presents a Christmas.

### Retour vers Heart
En 2002, Nancy Wilson a entamé une tournée avec sa sœur Ann et Heart. La tournée est devenue une affaire de famille, avec quatre enfants et leurs nourrices s'ajoutant au mélange de musiciens, de personnel technique et de roadies[Quoi ?]. C'était une tournée de 8 semaines. Elle a mis fin à ce qui avait été une pause de 10 ans de tournée pour Nancy Wilson. La tournée Summer of Love s'est terminée à Seattle et cette performance a été publiée sous forme de DVD Alive in Seattle, qui a atteint le statut Or sans album associé. 
Les sœurs décident d'enregistrer un nouvel album de studio Heart, Jupiters Darling, le premier depuis 1993. Nancy est coproductrice aux côtés du guitariste Craig Bartock, qui a rejoint le groupe. Ils ont écrit toutes les chansons de l'album sauf une, No Other Love de Chuck Prophet. Pour améliorer les parties de guitare, Nancy a demandé à ses amis Jerry Cantrell d'Alice in Chains et à Mike McCready de Pearl Jam de contribuer. L'album, publié par Sovereign Records, figurait sur le Billboard Top 100, mais ne s'est vendu qu'à 100 000 exemplaires. Nancy et sa sœur Ann avaient le contrôle artistique total sur la réalisation de l'album.
En 2009, après avoir terminé une tournée avec Journey et Cheap Trick, Wilson a commencé à enregistrer le 14e album studio de Heart, Red Velvet Car, avec Ann. L'album sort en 2010 et comprend deux singles de Nancy : Hey You, qui figure dans le top 40 du palmarès Hot Adult Contemporary ; et Sunflower, que Nancy a écrit pour le 60e anniversaire de sa sœur. L'album a culminé au numéro 10 dans les charts du Billboard 200 et trois dans les charts des albums rock. Nancy, âgée de 56 ans maintenant, et Ann sur le point de devenir une grand-mère, les sœurs ont réussi à faire en sorte que leurs albums fassent partie du top 10 des charts depuis quatre décennies. Les billets pour la tournée suivante du groupe se sont tous vendus et la tournée figure sur le Billboard, juste derrière celles de Lady Gaga et Rihanna.

### FanaticetBeautiful Broken
Après avoir terminé une tournée internationale avec Def Leppard en 2011, Heart a été nommé au Rock and Roll Hall of Fame. Le 11 décembre 2012, Heart a été annoncé pour être intronisé au Rock and Roll Hall of Fame en 2013, aux côtés de Rush, Albert King, Randy Newman, Donna Summer, Public Enemy, Quincy Jones et Lou Adler. Nancy et Ann ont également reçu une étoile pour Heart sur le Walk of Fame à Hollywood en septembre 2012.
Heart a sorti son 15e album studio, Fanatic, en octobre 2012, il a fait ses débuts au numéro 24 sur le Billboard 200 et a atteint le numéro 10 dans les charts Rock Album de Billboard. 
Simultanément, Nancy Wilson a commencé à aider à la compilation du premier coffret du groupe, Strange Euphoria (tiré du nom de leur maison d'édition musicale). Il comprend trois CD de 51 chansons, des commentaires et un DVD d'un spectacle live de 1976. La version exclusive à Amazon comprend un CD bonus de cinq pochettes de Led Zeppelin intitulé Heart: Zeppish. Sont inclus Through Eyes and Glass, le single qu'elles ont enregistré à l'adolescence en chantant une copie de sauvegarde pour le chanteur country de leurs débuts, ainsi que les premières versions démo de Crazy on You et Magic Man.
En 2016, Heart a publié son 16e album studio, intitulé Beautiful Broken, qui met en vedette la voix de Nancy sur la chanson Two.

### Nouvelle pause de Heart
Lors d'une représentation à Auburn, dans l'État de Washington, le 26 août 2016, les fils adolescents de Nancy auraient été agressés par le mari de sa sœur Ann, Dean Wetter, après être entrés dans le bus de tournée du groupe. Wetter a plaidé coupable au deuxième degré dans deux accusations de voies de fait. Le groupe termina sa tournée en octobre de la même année et Nancy commenta plus tard : « Je suis une optimiste éternelle parce que je viens d'une famille très forte et très serrée, et je ne pense pas qu'un drame temporaire puisse changer notre forte relation familiale. Nous devons juste passer au travers de cette étape malheureuse. Cela a été une sorte de cauchemar. »[réf. nécessaire] Après l'incident, Ann a confirmé que Heart était sur une pause indéfinie.

### Roadcase Royale
À la fin de 2016, Nancy a formé un groupe appelé Roadcase Royale avec une ancienne chanteuse Rhythm & Blues du groupe de Prince The New Power Generation, Liv Warfield, le guitariste soliste Ryan Waters (directeur musical de Liv et son protégé) et les trois derniers membres de Heart, le claviériste Chris Joyner, le bassiste Dan Rothchild et le batteur Ben Smith. Ils ont sorti leur premier single, Get Loud, en janvier 2017. Le groupe a signé avec Loud and Proud Records en juillet 2017 et a sorti son premier album, First Things First, le 22 septembre 2017.

### Vie privée
Nancy a fréquenté deux de ses compagnons du groupe Heart, Roger Fisher et Michael Derosier, au cours des premières années de Heart. Elle a été présentée au scénariste Cameron Crowe vers 1983 par son amie Kelly Curtis et l'a épousé le 27 juillet 1986. Après de nombreux traitements de fertilité qui ont échoué, Wilson et Crowe ont conçu un enfant via un donneur et une mère porteuse qui a donné naissance à des fils jumeaux, Curtis Wilson et William Billy James Crowe, en janvier 2000. Le mariage s'est terminé par un divorce en 2010, le couple ayant invoqué des différences irréconciliables. 
En 2011, Nancy Wilson a commencé à fréquenter Geoff Bywater, qui a travaillé dans la production musicale à la télévision pour Fox. Ils ont été fiancés en 2012 et mariés le 28 avril 2012 à Mill Valley, en Californie.

## Discographie

### The Lovemongers
- Singles 
  - 1992 : Battle Of Evermore/Love Of The Common Man/Papa Was A Rollin' Stone/Crazy On You - Maxi single
  - 1998 : Kiss
- Albums 
  - 1997 : Whirlygig
  - 1998 : Here Is Christmas - Réédité en 2001 sous le titre Heart Presents A Lovemongers' Christmas

### Nancy Wilson
- Single :
  - 1989 : All For Love

- Albums : 
  - 1999 : Live from McCabe's Guitar Shop
  - 2001 : Vanilla Sky Original Score - Bande Sonore du film Vanilla Sky avec Tom Cruise et Cameron Diaz.
  - 2005 : Elizabethtown - Music From The Motion Picture - Bande Sonore du film Rencontres à Elizabethtown.
  - 2007 : Nancy Wilson – Instructional Acoustic Guitar - DVD
  - 2009 : Baby Guitars
  - 2016 : Undercover Guitar - Avec Julie Bergman

## Roadcase Royale
- Single 
  - 2017 : Get Loud
- Album 
  - 2017 : First Things First

### Collaborations
- 1982 : ...Famous Last Words... de Supertramp - Ann et Nancy aux chœurs sur Put On Your Old Brown Shoes et C'est le Bon.
- 1989 : Nancy compose la chanson All For Love pour le film Un monde pour nous de son mari Cameron Crowe.
- 1996 : Nancy Wilson et Pete Townshend écrivent la musique du film de Cameron Crowe, Jerry Maguire. Nancy a d'ailleurs écrit deux chansons pour cette occasion, We Meet Again (Theme from Jerry Maguire) et Sandy.
- 2000 : Nancy a composé le thème et produit les chansons originales pour le film Presque célèbre de Cameron Crowe. Elle écrit aussi la pièce instrumentale pour guitare acoustique Lucky Trumble, on peut également y entendre d'autres pièces de divers artistes dont Yes, Simon and Garfunkel, The Who, Rod Stewart et Led Zeppelin, entre autres.
- 2000 : Nancy écrit la musique originale et supervise les chansons du film Vanilla Sky de Cameron Crowe, elle compose aussi la pièce Elevator Beat.
- 2005 : Nancy écrit la musique du film Rencontres à Elizabethtown de Cameron Crowe pour lequel elle a joué tous les instruments, sauf les claviers qui sont joués par la chanteuse et claviériste Debbie Shair du groupe Tiki Gods qui a été formé par le guitariste Elliot Easton.
- 2012 : Stairway To Heaven : Ann & Nancy Wilson avec Jason Bonham et d'autres musiciens sur la scène du Kennedy Center pour un hommage à Led Zeppelin, le 2 décembre 2012. Les 3 musiciens survivants de Led Zeppelin, soit le chanteur Robert Plant, le guitariste Jimmy Page et le bassiste claviériste John Paul Jones étaient présents à cet événement.

### Filmographie
- 1982 : Ça chauffe au lycée Ridgemont : La belle fille dans la voiture.
- 1984 : Attention délires ! : L'épouse de David.
- 2013 : Glasspack vs Blackstone : Elle-même.
- 2013 : Heart & Friends: Home for the Holidays : Elle-même.
- 2015 : Bridge School News - Télésérie - : Elle-même.